# Acciaierie di Novi Ligure

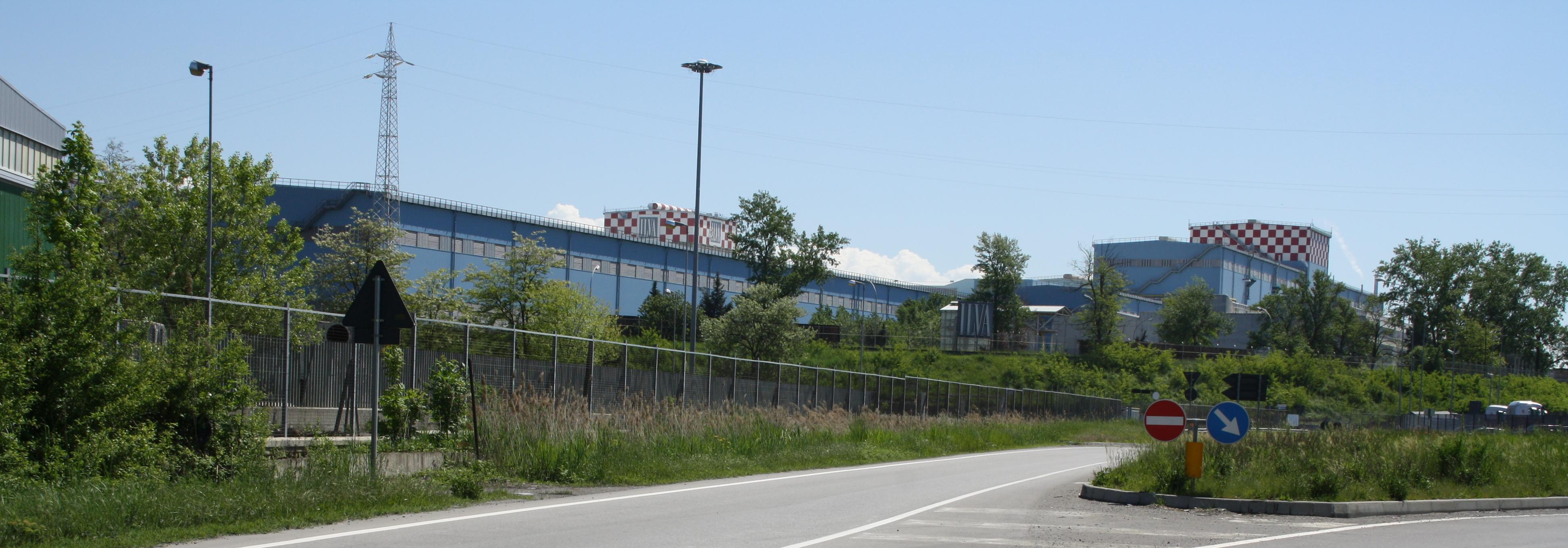
Lo stabilimento ILVA di Novi Ligure

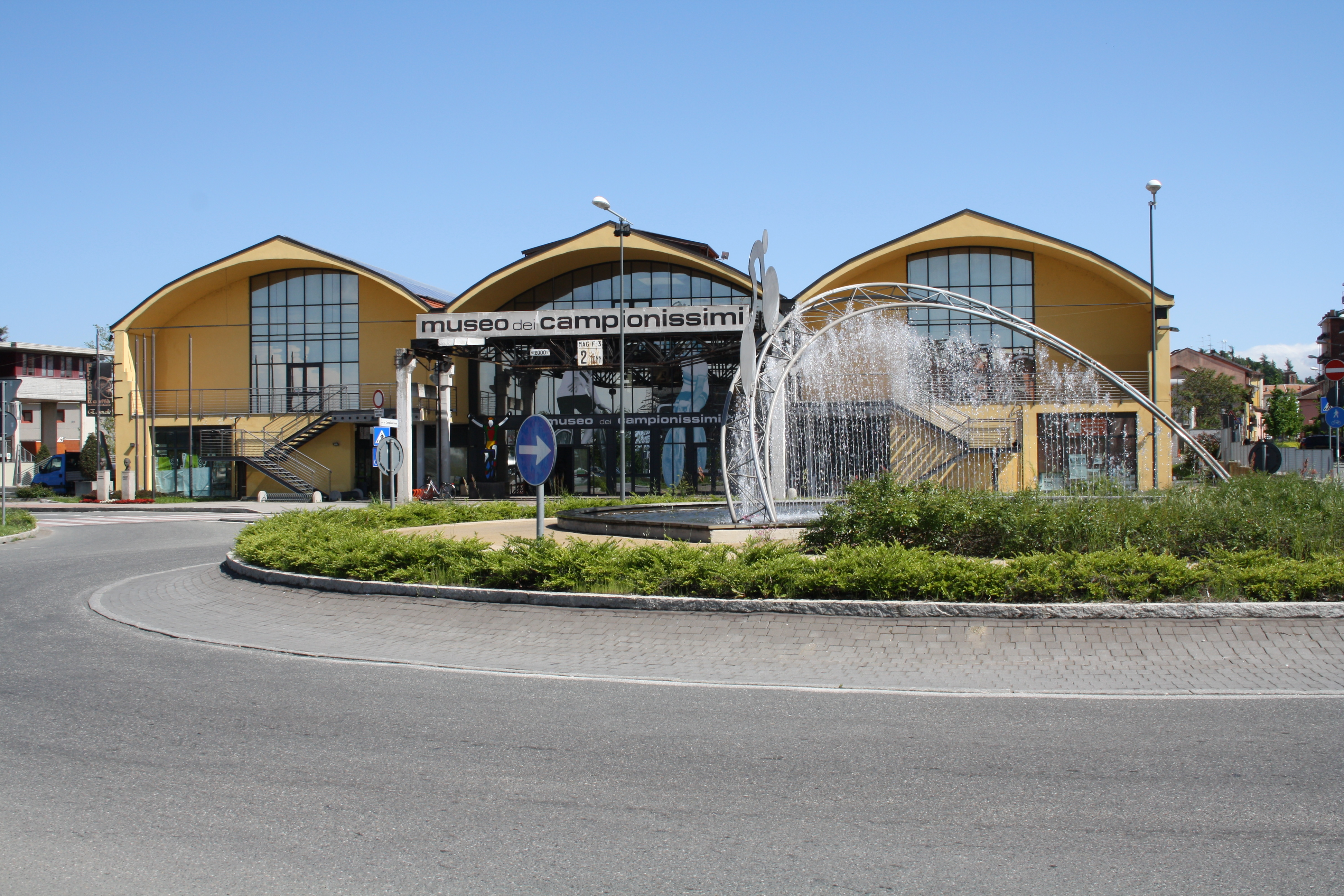
il vecchio stabilimento di Novi Ligure ora sede del Museo dei campionissimi

Le Acciaierie di Novi Ligure sono un impianto siderurgico sorto a Novi ligure inizialmente come società anonima Ferriera di Novi Ligure. Profondamente ristrutturata nel corso della sua storia prima di essere privatizzata, venne controllata inizialmente dall'Ilva poi dall'Italsider e di nuovo Ilva (Gruppo Riva). Dal 2018 lo stabilimento è di proprietà di ArcelorMittal Italia che ha rilevato il gruppo Ilva.

## Storia
Le origini di questo sito produttivo risalgono al maggio 1912 con la costituzione della società anonima Ferriera di Novi Ligure dotata di un forno per il riscaldo del ferro a pacchetto, di un laminatoio per profilati medi e piccoli e, successivamente, di due forni Martin-Siemens.
La Società Anonima Ferriere iniziava la produzione di profilati quando i tempi furono propizi: la Prima Guerra Mondiale richiedeva grandi quantità di semilavorati e ben presto al primo laminatoio se ne aggiunse un secondo e venne installata anche un’acciaieria con due forni Martin-Siemens. A guerra finita, sopraggiunse la crisi e a seguito dell’acuirsi delle difficoltà finanziarie la società Acciaierie e Ferriere di Novi Ligure viene liquidata e il complesso passa, nel 1931, all’Ilva Alti Forni e Acciaierie d’Italia.
A partire dal 1932 l’Ilva Alti Forni e Acciaierie d’Italia avvia una riorganizzazione in seguito alla quale in Liguria furono chiusi gli stabilimenti di Prà, Oneglia,
Multedo, Chiaravagna, l’acciaieria di Sestri e quella di Voltri. Buona parte dell’attività di laminazione di lamiere e di profilati che si svolgeva in Liguria fu concentrata a Novi Ligure.
Dal 1933 l'ILVA entrò in società con la Provincia di Alessandria costituendo la Società Ferroviaria Val d'Orba (FVO), per l'esercizio della ferrovia Frugarolo - Basaluzzo che rappresentava un'infrastruttura strategica per il trasporto delle merci a servizio dello stabilimento. L'impianto fu soppresso nel 1948.
Nel 1934 tutti gli impianti vengono concentrati nella località di Campoleone dove le vicende belliche della seconda guerra mondiale porteranno alla semidistruzione dell’acciaieria.

### Dopoguerra
Nel dopoguerra gli impianti verranno ricostruiti e nel 1951 lo stabilimento supera ogni livello produttivo precedente con 118.000 tonnellate d’acciaio e 138.000 tonnellate di laminati.
A partire dal 1960, venne progettato e costruito un nuovo impianto in un’area più lontana dall’abitato, mentre nasceva l’Italsider, dalla fusione di Ilva e Cornigliano. In poco più di un anno, il nuovo impianto fu completato e cessò gradualmente la lavorazione nel vecchio stabilimento, che divenne per alcuni anni un semplice magazzino, per poi essere definitivamente abbandonato. Le Acciaierie di Novi Ligure diventano allora una sezione del complesso Oscar Sinigaglia di Genova-Cornigliano. Nel 2002, parte di quel vecchio stabilimento, viene riaperto dopo essere stato restaurato e trasformato in centro fieristico; l’anno successivo, il capannone adiacente torna a nuova vita dopo un accurato restauro ospitando il Museo dei Campionissimi, il museo del ciclismo più grande d’Europa con i suoi 3 000 metri quadrati di esposizione.
Nel 1967, portato a termine il potenziamento della ricottura e dei servizi, il complesso di laminazione a freddo raggiunge la produzione annua di un milione di tonnellate occupando un’area di oltre un milione di metri quadrati.
Nel 1981 lo stabilimento, che dal 1978 opera come unità autonoma, viene conferito dall’Italsider in liquidazione alla Nuova Italsider.
Nel 1993 Cornigliano e Novi Ligure vengono acquisiti dal gruppo Riva.
Nel 2010 entra in funzione la linea di zincatura a caldo (ZIN4), progettata per la produzione di acciai di alta qualità.
Attualmente (2019) Novi Ligure è l’unico stabilimento in Italia del gruppo Ilva che produce acciaio destinato al settore automotive e occupa circa settecento dipendenti diretti.

## Impianti
L'unità produttiva di Novi Ligure dispone dei seguenti impianti:
- 1 decatreno (decapaggio ad acido cloridrico + treno di laminazione a freddo in linea)
- 1 linea di ricottura continua
- 1 linea di ricottura statica a idrogeno; 24 basi 12 forni
- 1 linea di zincatura a caldo
- 1 linea di zincatura a caldo / alluminiatura
- 1 linea di elettrozincatura
- linee di finitura e taglio

## Archivio
L'archivio delle Acciaierie di Cornigliano è confluito nella raccolta di documentazione della Fondazione Ansaldo nel fondo omonimo (estremi cronologici: sec. XX inizio - sec. XX fine).  è costituita principalmente da scritture sociali, contabili, tecniche e dalla documentazione delle singole aree e divisioni (programmazione, produzione, impianti, personale, ecc.). Vi è inoltre una raccolta in n. 36 buste, dove è presente la documentazione societaria e gestionale prodotta dalla società “Ferrovie Val d’Orba” per il periodo 1881-1963.